# Batalla de Ayacucho

Mapa animado de las guerras de independencia hispanoamericanas (1808-1826):
Territorios bajo control realista.
Territorios bajo control de movimientos de separatistas.
Territorios bajo control de la Gran Colombia.
España bajo ocupación francesa.
España durante la revolución liberal.
Zonas sin un gobierno claro.

La batalla de Ayacucho representó el enfrentamiento más grande e importante de las campañas finales de las guerras de independencia hispanoamericanas. En esta campaña militar se consolidó la independencia de la República del Perú y de los nuevos estados americanos de habla hispana.
La batalla se desarrolló en la Pampa de Quinua, a una altitud de 3400 m.s.n.m., y a 37 kilómetros de la ciudad de Ayacucho, Perú, el 9 de diciembre de 1824.
La victoria de los patriotas supuso la desaparición del contingente militar realista más importante que seguía en pie. El Ejército Real del Perú fue derrotado tras recibir la orden de combatir desde una posición militar completamente inadecuada: el cerro Condorcunca.Este evento suele ser considerado el final de las guerras de independencia en América del Sur.
La capitulación del virrey del Perú selló la independencia del Perú de forma definitiva. La Armada española abandonó la zona de conflicto según lo pactado. Los últimos bastiones realistas se rendirán sucesivamente a partir de entonces. En 1825 el Alto Perú en la campaña de Sucre y batalla de Tumusla. En 1826 caen la isla de Chiloé y la fortaleza del Real Felipe del Callao, que resistió un asedio durante 718 días. Se extinguió el foco de guerrillas en la guerra de Iquicha (1825-1828). En 1828, el Brigadier realista Francisco Javier de Aguilera lideró el último levantamiento, ocupando la ciudad de Vallegrande en Bolivia. En 1831, se rinde el caudillo José Dionisio Cisneros en Venezuela. En Chile, la montonera de los Hermanos Pincheira sería destruida definitivamente en 1832. En 1833, tras la muerte del rey Fernando VII, el gobierno español abandonó definitivamente los planes de reconquista. Tres años después, en 1836, las Cortes españolas renunciaron formalmente a cualquier reivindicación sobre la América continental. El reconocimiento del Perú se obtuvo de facto en 1865 y el tratado definitivo se firmó en 1879.

## Antecedentes

### Las corrientes libertadoras de América de 1820-1823
En 1820, España enfrentó una crisis política tras el alzamiento militar liderado por el general Rafael del Riego contra el rey Fernando VII, buscando restaurar la Constitución española y el gobierno liberal. La rebelión desintegró las tropas reunidas para la Grande Expedición, eliminando la amenaza de invasión española al Río de la Plata y Venezuela, lo que desmoronó la resistencia realista en esas regiones y permitió la convergencia de las corrientes libertadoras hacia el Perú.
El levantamiento impidió el embarque de 20,000 soldados y diez buques de guerra destinados a auxiliar a los realistas en América, desbaratando la escuadra naval española y poniendo fin a las expediciones de refuerzo hacia el continente. Este evento también aceleró el camino hacia la independencia de los virreinatos del Perú y Nueva España, que hasta entonces habían contenido el avance revolucionario en Hispanoamérica.
En América del Norte, el virreinato de México, con una insurgencia casi derrotada que es atraída al nuevo movimiento trigarante, se constituye en una monarquía independiente mediante el Plan de Iguala y el pacto de las tres garantías. Y tras derrotar al virrey Apodaca, los trigarantes no consiguen acordar la separación pacífica con la España Liberal, mediante los Tratados de Córdoba que son rechazados, y se suceden los intentos españoles de reconquista de México hasta su desistimiento en 1829. 
En América del Sur, la sublevación de Rafael del Riego había hecho desaparecer la amenaza de invasión de Venezuela y del Río de la Plata, y esto permitió el avance de las Corrientes Libertadoras de América hacia el Perú. El virrey Joaquín de la Pezuela había quedado desacreditado por la derrota de la expedición de Mariano Osorio en Chile, el aislamiento marítimo, y la invasión de la Expedición Libertadora del Perú de José de San Martín, que consigue cercar Lima en la campaña de Cerro de Pasco y provoca la deserción del Numancia. Esta sucesión de derrotas determinan el aislamiento del virreinato peruano y que Pezuela sea derrocado por el general español José de la Serna el 29 de enero de 1821 en el golpe militar de Aznapuquio. La Serna abandonó Lima con un ejército en plena desintegración para refugiarse en la sierra peruana, mientras San Martín ocupa la capital y proclama la independencia del Perú el 28 de julio de 1821.
Pero el Ejército Real del Perú, bajo una sólida subordinación militar, se reorganizó sin ninguna ayuda exterior y consiguió destruir a sucesivos ejércitos independientes. Los primeros son las tropas al  mando de los patriotas Domingo Tristán y Agustín Gamarra que caen emboscados en la batalla de Ica. Un año después, con José de San Martín retirado tras la entrevista de Guayaquil, la Expedición Libertadora dirigida por Rudecindo Alvarado es aniquilada en las campañas de Torata y Moquegua. El año 1823 terminó con la destrucción de otro ejército patriota comandado por Andrés de Santa Cruz y Agustín Gamarra, en otra campaña abierta sobre los Puertos Intermedios, que comenzó con la batalla de Zepita en Puno, y la ocupación de la ciudad de La Paz el 8 de agosto, consiguiendo llegar a Oruro en el Alto Perú. El virrey La Serna, en esta campaña apodada del "Talón", persiguió las tropas de Santa Cruz que acaban desbandadas, y recuperó Arequipa tras batir a Antonio José de Sucre, quien reembarcó a los colombianos el 10 de octubre de 1823.
Finalmente lo que restaba de optimismo se apagaba por la toma del gobierno por los caudillos grancolombianos, bajo conspiraciones y acusaciones de traición contra los presidentes peruanos José de la Riva Agüero y José Bernardo de Tagle. Riva Agüero deportó diputados del Congreso del Perú y organizó un congreso paralelo en Trujillo, y luego de ser declarado reo de alta traición por el Congreso del Perú fue desterrado a Chile. Por el contrario, Torre Tagle buscaba negociar con el virrey La Serna una paz sin derramamiento de sangre, sobre la base de la monarquía independiente propuesta por José de San Martín en Punchauca. Este gesto fue interpretado por Simón Bolívar como un acto de traición. Tagle dispuso que todas las fuerzas a su mando apoyaran a Bolívar para hacer frente al enemigo, mientras este buscaba capturarlo para fusilarlo. José Bernardo de Tagle encontró refugio con los realistas en la asediada fortaleza del Callao.
La inestabilidad en España, marcada por el Trienio Liberal, la Guerra Realista entre absolutistas y liberales, y la ocupación del ejército francés de los Cien Mil Hijos de San Luis hasta 1828, imposibilitó el envío de refuerzos militares o la búsqueda de conciliaciones diplomáticas. Para principios de 1824, a pesar de los triunfos previos de las armas del rey, el panorama era sombrío para los defensores de la monarquía. Mientras tanto, Bolívar, recién llegado, solicitaba diligentemente refuerzos de la Gran Colombia y organizaba activamente la campaña definitiva contra los realistas del Perú, para quienes la situación crítica comenzaba a tornarse insalvable:

"..El virrey la Serna por su parte, sin comunicaciones directas con la Península, con las más melancólicas noticias del estado de la metrópoli... y reducido por lo tanto a sus propios y exclusivos recursos pero confiando notablemente en la decisión, en la unión, en la lealtad y en la fortuna de sus subordinados, aceleraba también la reorganización de sus tropas y se aprestaba a la lucha que miraba próxima con el coloso de Costa-firme. Un triunfo más para las armas españolas en aquella situación, haría ondear de nuevo el pabellón castellano con inmarcesible gloria hasta el mismo Ecuador; pero otra suerte muy distinta estaba ya irrevocablemente escrita en los libros del destino.
.."
Gnrl. Andrés García Camba. 

### Los sucesos del año 1824

#### Tregua en Buenos Aires y motín en el Callao
El historiador Rufino Blanco Fombona dice que "Todavía en 1824 Bernardino Rivadavia pacta con los españoles, estorbando así la campaña de Ayacucho": El 4 de julio de 1823, Buenos Aires concluyó una tregua con los comisionados españoles (Convención Preliminar de Paz) que le obligaba a mandar negociadores a los demás gobiernos sudamericanos para que pueda tener efecto la misma. Se estipulaba que las hostilidades cesarían 60 días después de su ratificación y subsistiría durante un año y medio, mientras se negociaría un tratado definitivo de paz y amistad. Con este motivo se reunieron en la ciudad de Salta Juan Gregorio de Las Heras con el brigadier Baldomero Espartero, sin alcanzar acuerdo alguno. Entre otras medidas tomadas por el virrey para contener su inminente rebelión, el 10 de enero de 1824 se le ordenó a Olañeta:

Advierto a V.E. que no debe disponer ninguna expedición en dirección alguna sobre las provincias de abajo sin expresa orden mía pues además de que en Salta están reunidos para tratar de negociar, el General Las Heras por parte del Gobierno de Buenos Aires y el Brigadier Espartero por la de este superior Gobierno (...)

Rivadavia creía que el proyecto establecería la paz y paralizó el esfuerzo de las autoridades de Salta sobre el Alto Perú, negó auxilios y retiró los puestos avanzados, dañando la causa del Perú.
Al respecto, el historiador y militar de origen irlandés Daniel Florencio O'Leary opinó que con esa tregua "Buenos Aires se ha retirado implícitamente de la contienda", y que "el Gobierno de Buenos Aires pacta con los españoles, con perjuicio de la causa americana".
El 1 de enero de 1824 Bolívar cayó gravemente enfermo en Pativilca. En esas fechas llegó a Lima Félix de Álzaga, ministro plenipotenciario de las Provincias Unidas del Río de la Plata para solicitar al Perú su adhesión a la tregua y que fue rechazada por el Congreso Peruano. Pero asimismo desde el 4 de febrero de 1824 se sublevó el acuartelamiento del Callao compuesto por el total de la infantería argentina de la Expedición Libertadora, junto con algunos chilenos, peruanos y colombianos: cerca de 2000 hombres, que además se pasaron a los realistas, enarbolando el pabellón español y entregaron las fortalezas del Callao. El regimiento de granaderos a caballo de los Andes también se amotinó en Lurín el 14 de febrero, dos escuadrones se dirigieron al Callao para unirse a sublevados, pero al saber que se habían pasado a los realistas, un centenar de ellos con los jefes del regimiento se dirigieron a Lima para unirse a Bolívar. El cuerpo fue luego reorganizado por el general Mariano Necochea por orden de Simón Bolívar..
Ante tales sucesos, el ministro de Colombia, Joaquín Mosquera, «temiendo la ruina de nuestro ejército» preguntó:«¿Y qué piensa Ud. hacer ahora?», a lo que Bolívar, con tono decidido, le respondió:

¡Triunfar!
Simón Bolívar, Pativilca, 1824.

El Sitio de El Callao prolongó la guerra hasta 1826, además inmediatamente desembocó en la ocupación de Lima por Canterac, y se afirma que en mayo de 1824 con una acción militar contra Bolívar "habrían dado el último golpe a la independencia de esta parte de América".

#### Retirada de Bolívar y la rebelión de Olañeta
Una semana después del motín del Callao, Bolívar ordenó abandonar Lima, y desde Huaraz, se pone en marcha una retirada general del ejército de Colombia en dirección hacia el norte peruano, enviando órdenes a sus tropas para reagruparse en Huamachuco (en la sierra) y Trujillo (en la costa). Ordenó que el repliegue general se hiciera devastando el territorio peruano, talando los campos, secuestrando el ganado, y bajo una política general de Tierra quemada, destruyendo cualquier recurso de los pueblos peruanos para que no pudiera servir de sustento al Ejército Real del Perú. Lo que Tomás de Heres había venido a llamar “guerra a la colombiana”. A los departamentos libres del Perú, además de la contribución sangre, se les exigió el dinero hasta pagar el sueldo íntegro del ejército colombiano. Respecto a la marina peruana, Bolívar desde Trujillo daba órdenes al jefe de la escuadra republicana Martín Guise, de echar a pique los buques patriotas del Callao que no pudieran abandonarlo, entre ellos se perdió la fragata Venganza o Guayas, y además ordenó cambiar por colombianos a los capitanes de los buques peruanos Limeña y Macedonia que se encontraban en el puerto de Guayaquil.
Bolívar sabía que la división de Canterac se hallaba asentada en Jauja, aparcada a la espera de la llegada de la división de Gerónimo Valdés. Y que reunidas iniciarían la ofensiva en la sierra, lo que obligaría a Bolívar a prolongar la retirada, y esto produciría la desaparición del ejército de Colombia en el Perú, y haría peligrar el sur de Colombia hasta la región de Pasto, favorable todavía a la monarquía española en campaña de Pasto. Bolívar se puso en contacto con sus generales en Quito y con su vicepresidente en Colombia, advirtiéndoles de la irremediable pérdida del Perú. Se puso en ejecución el plan de retirada, con Bolívar en Trujillo y con el ejército colombiano en retirada general hacia el norte, cuando felizmente Bolívar recibió la noticia de la rebelión de Olañeta.
El mapa estratégico había cambiado decisivamente a favor de Bolívar. Sorpresivamente, al comenzar el año 1824, todo el ejército realista del Alto Perú se sublevó junto al caudillo absolutista español Pedro Antonio Olañeta contra el Virrey del Perú, tras saberse que en España había caído el gobierno Constitucional. Efectivamente, el monarca Fernando VII de España y sus partidarios absolutistas, recuperaban el gobierno apoyados por 132 000 soldados franceses del ejército de la Santa Alianza, que ocuparán España hasta el año 1828. Rafael del Riego moría ahorcado el 7 de noviembre de 1823 y los propulsores del movimiento liberal fueron ajusticiados, marginados o exiliados de España. El 1 de octubre de 1823 el monarca decretaba la abolición de todo lo aprobado durante los tres años de gobierno constitucional, lo que suspendía provisionalmente el nombramiento de La Serna como Virrey del Perú. El alcance de la purga absolutista de España sobre los constitucionales de Virreinato del Perú parecía infalible.

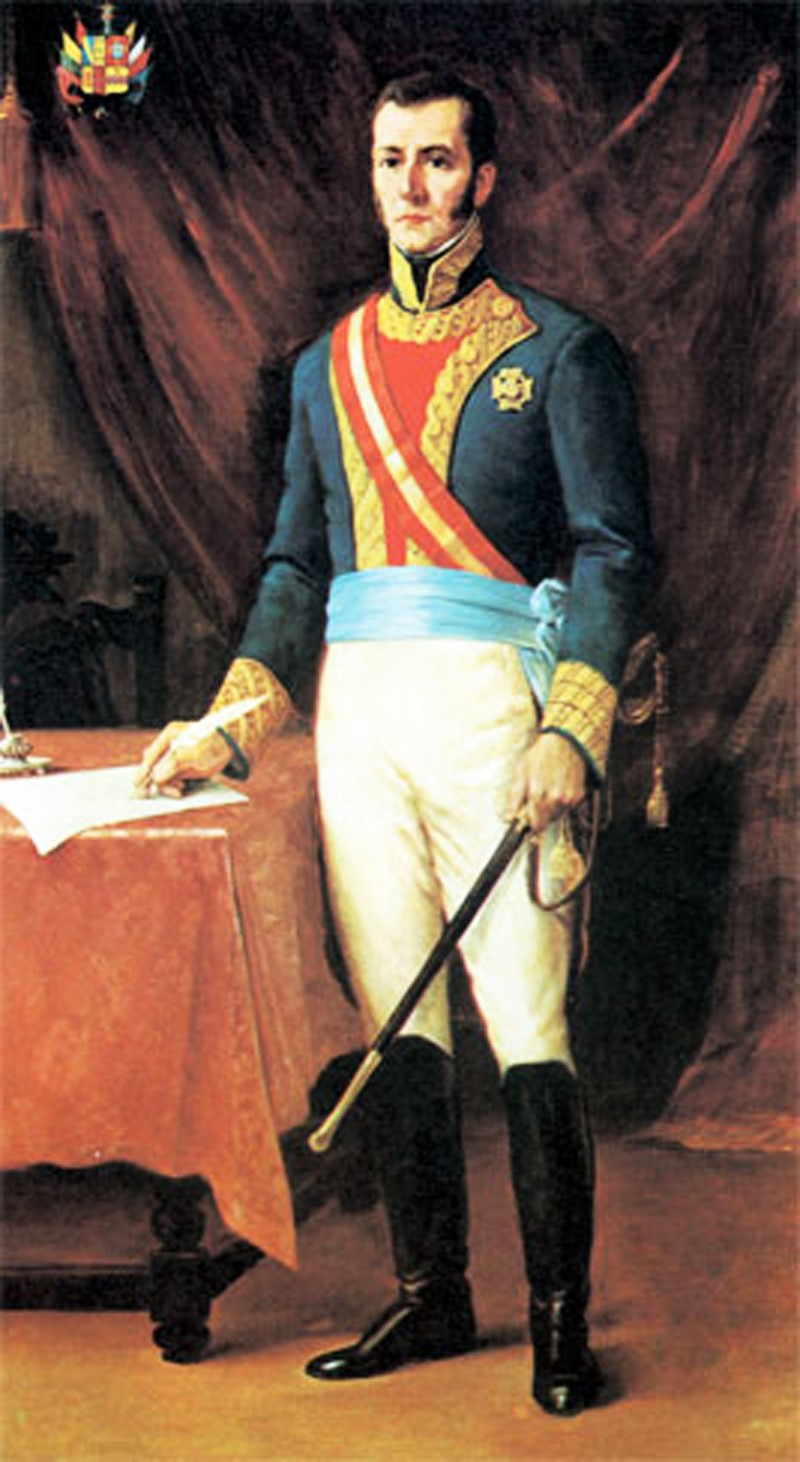
José de la Serna, último virrey del Perú (1821-1824).

Olañeta pone en rebelión el Alto Perú, expulsa a los jefes españoles leales al virrey y deja a las fuerzas leales del virreinato peruano sin el apoyo del ejército realista altoperuano. El virrey La Serna cambió sus planes de bajar a la costa para batir a Bolívar, y por el contrario, mandó a Gerónimo Valdés tomar la dirección opuesta, al sur, con una fuerza de 5000 veteranos para cruzar el río Desaguadero y dirigirlo a Potosí, contra su antiguo subordinado Olañeta, lo que se llevó a cabo el 22 de enero de 1824. Las Memorias para la historia de las armas españolas en el Perú del oficial peninsular Andrés García Camba (1846) detallan el trastorno que los sucesos del Alto Perú produjeron en los cálculos defensivos del virrey. Valdés tras una prolongada campaña militar altoperuana, donde se suceden las batallas de Tarabuquillo, Sala, Cotagaita, y finalmente la Lava el día 17 de agosto de 1824, da noticia de esta Guerra doméstica en el que ambas fuerzas realistas, del Virreinato del Perú (liberales) y de las provincias del Alto Perú (absolutistas), se diezmaron mutuamente, perdiendo jefes y tropas veteranas que serían irreemplazables.
Bolívar mientras tanto aumentaba y reforzaba su ejército con nuevos regimientos llegados de la Gran Colombia. En marzo de 1824 desembarcaron en Trujillo tropas frescas al mando del general de brigada José María Córdova, cuya acción habría de decidir la batalla de Ayacucho, y por lo que sería ascendido a general de división en el mismo campo de batalla; se trataba de más refuerzos proveniente de Guayaquil, con él llegan dos nuevos batallones veteranos de Colombia, y a estas tropas flamantes las manda inmediatamente a reforzar al ejército del general Sucre en la sierra. Y así, en permanente comunicación con Olañeta, con el que se carteaba Bolívar, aprovechó el desmontaje del aparato defensivo realista para "movernos en todo el mes de mayo contra Jauja", y destruir por separado a la división de José de Canterac, aislado en Junín el 6 de agosto de 1824. Dio comienzo entonces una incesante persecución con la consecuente deserción y pase de 2700 soldados realistas, que seguidamente engrosaban las filas independientes. Finalmente el 7 de octubre de 1824, con sus tropas a las puertas del Cuzco, Bolívar entregó al general Sucre el mando del nuevo frente de batalla, que recorría el curso del río Apurímac, mientras se retiró a Lima, según refiere el mismo Bolívar, para tomar de la capital más empréstitos para sostener la guerra en el Perú, y recibir una nueva división colombiana de 4000 hombres despachada por Francisco de Paula Santander que no llegaría sino después de Ayacucho.

## La Campaña de Ayacucho

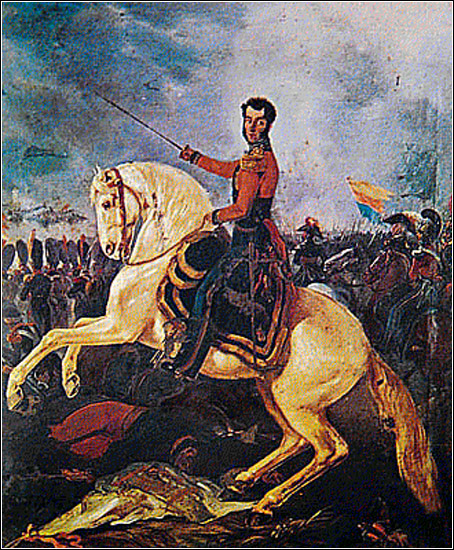
Antonio José de Sucre en la batalla de Ayacucho (Museo Nacional de Arqueología, Antropología e Historia del Perú).

La destrucción en Junín del ejército de Canterac obligó al virrey La Serna a llamar desde Potosí a Gerónimo Valdés, quien acudió a marchas forzadas con sus soldados. Reunidos los generales realistas, y a pesar de las muestras de sincera adhesión del Cusco, el virrey descartó un asalto directo por la falta de instrucción de sus milicias, aumentadas mediante reclutas masivas de campesinos unas semanas antes. Por el contrario sus tropas cruzaron el río Apurimac e intentaron cortar la retaguardia de Sucre a través de maniobras de marchas y contramarchas, que se sucedieron desde el Cusco hasta el encuentro en Ayacucho, a lo largo de la cordillera andina. De esta forma, los realistas buscaron un golpe de mano que obtuvieron el 3 de diciembre en la batalla de Corpahuaico o Matará, donde a costa de tan solo 30 hombres ocasionaron al ejército libertador más de 500 bajas y la pérdida de buena parte del parque y la artillería. Pero Sucre y su estado mayor lograron mantener la cohesión de la tropa e impidieron al virrey explotar ese éxito local. Aún a costa de sensibles pérdidas en hombres y material Sucre mantuvo al Ejército Unido en repliegue ordenado, y siempre situado en posiciones aseguradas, de difícil acceso, como el campo de Quinua.
Otro libro de memorias, In the service of the Republic of Peru del general Guillermo Miller, ofrece la visión de los independentistas. Además del talento de Bolívar y el de Sucre, el Ejército Unido se nutrió de buena parte de la experiencia militar del siglo: el batallón Rifles del ejército de Colombia, se encontraba compuesto de tropas mercenarias europeas, que en su mayoría eran voluntarios británicos. Esta unidad sufrió considerables bajas en Corpahuaico. También se encontraban entre sus filas veteranos de la Independencia española, norteamericana, y Guerras de Independencia Hispanoamericana hasta casos como el mayor de origen alemán Carlos Sowersby, veterano de la batalla de Borodinó contra Napoleón Bonaparte en Rusia.
Los realistas habían consumido sus recursos en una guerra de movimientos sin haber logrado cortar las líneas del ejército libertador. Por la extrema dureza de las condiciones de una campaña en la cordillera andina, ambos ejércitos quedaron con el número de sus tropas seriamente reducidas por enfermedad y deserción, que afectó en el mismo grado a los independientes, y que igualmente se focalizó en milicias carentes de instrucción militar o la recluta formada de prisioneros enemigos. Los jefes realistas se habían ubicado en las alturas del cerro Condorcunca (en quechua: cuello de cóndor), una buena posición defensiva pero que no podían sostener dado que en menos de cinco días se verían obligados a retirarse por la hambruna de la tropa, lo que equivalía a la dispersión de su ejército, mientras los republicanos esperaban la llegada de más divisiones colombianas; motivo por el cual los realistas se vieron impulsados a tomar una decisión desesperada: la batalla de Ayacucho daba comienzo.

### Número y composición de ambos ejércitos
Existe un debate sobre la diferencia en el tamaño y la composición de los ejércitos combatientes en la batalla, un tema que ha sido objeto de discusión no solo por el interés en resaltar ciertos aspectos de la victoria en relatos históricos, sino también por la intención de desmerecer o minimizar la contribución de otros actores involucrados en el triunfo o en la derrota.
En su parte sobre la batalla dirigido a Bolívar, Sucre exageró la magnitud de su victoria al reportar el número de soldados patriotas presentes al concluir el enfrentamiento, es decir, 5.780 combatientes. Paralelamente, sobreestimó las fuerzas realistas al utilizar el número total de efectivos que habían partido del Cuzco al inicio de la campaña, basándose en un listado militar español capturado en Limatambo, que contabilizaba 9.310 soldados. Sin embargo, los registros históricos indican que ambos ejércitos iniciaron la campaña de Ayacucho con fuerzas similares: 8.500 efectivos por parte de los independientes frente a 9.310 realistas. A lo largo de la campaña, ambos ejércitos experimentaron una disminución significativa en sus efectivos, reduciendo considerablemente sus números antes del día de la batalla.
En cualquier caso, las fuerzas realistas contaban con superioridad numérica, tanto en efectivos de infantería y caballería como en artillería. Según los registros de los estados mayores de cada uno de los ejércitos presentes en el campo de batalla, el número de combatientes ascendía a 6.906 efectivos realistas y 6.783 efectivos patriotas. Entre ellos, los realistas disponían de 1.030 jinetes, mientras que los patriotas contaban con 896 jinetes. En cuanto a la artillería, los realistas poseían 11 piezas, frente a una sola pieza de los patriotas.

### Composición del ejército del general Sucre

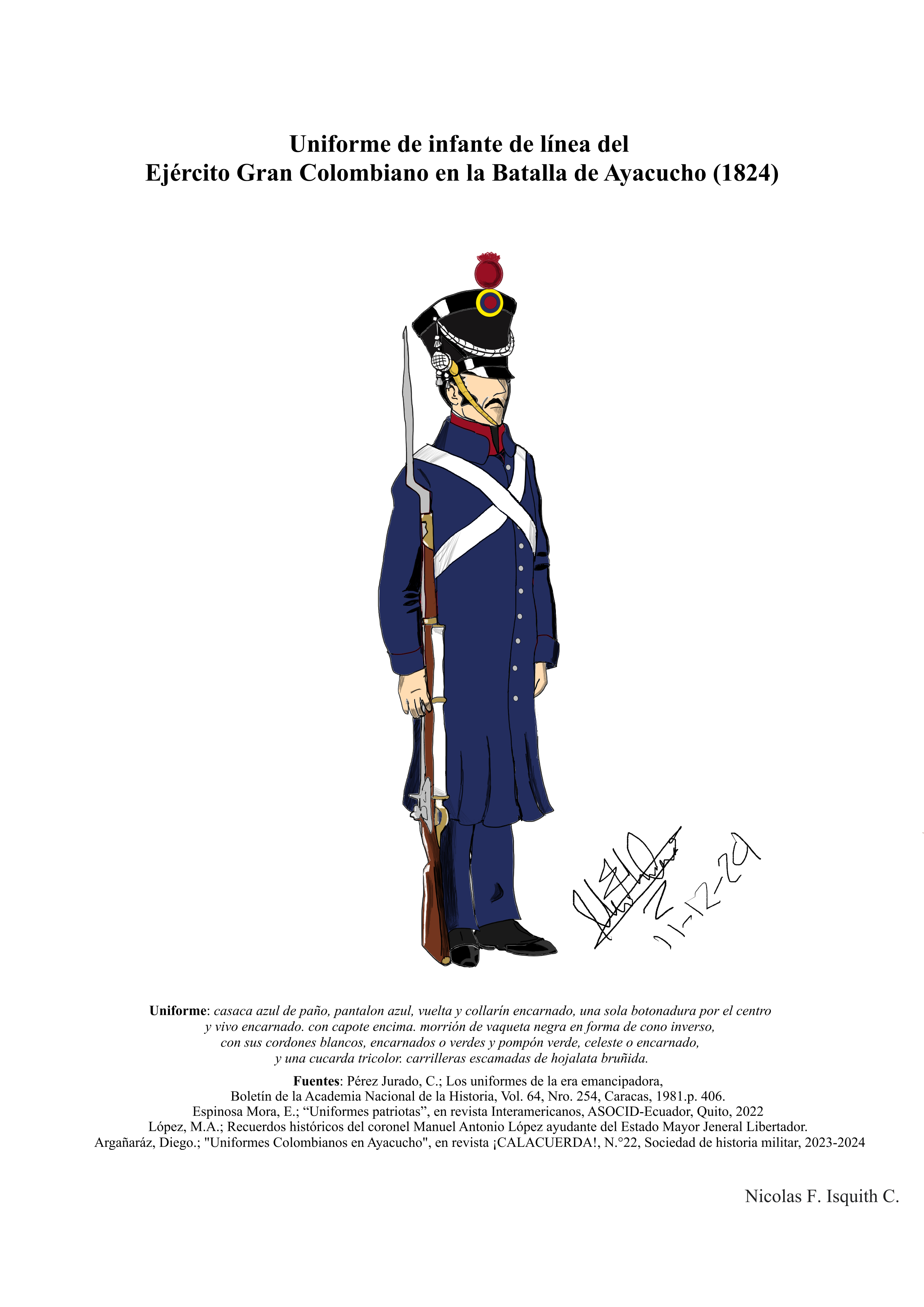
Uniforme de la infantería de línea del ejército gran colombiano en la Batalla de Ayacucho.

Antes del inicio de la batalla, el general Sucre arengó a sus tropas:

"¡Soldados!, de los esfuerzos de hoy depende la suerte de América del Sur; otro día de gloria va a coronar vuestra admirable constancia. ¡Soldados!: ¡Viva el Libertador! ¡Viva Bolívar, Salvador del Perú!."
Antonio José de Sucre

Nuestra linea formaba un ángulo; la derecha, compuesta de los batallones Bogotá, Boltijeros, Pichincha y Caracas, de la primera division de Colombia, al mando del señor general Córdova. La izquierda de los batallones 1.° 2.° 3.° y legión peruana, con los húsares de Junín, bajo el ilustrísimo señor general La Mar. Al centro, los granaderos y húsares de Colombia, con el señor general Miller; y en reserva los batallones Rifles, Vencedor y Bargas, de la primera division de Colombia, al mando del señor general Lara.
Parte de la batalla de Ayacucho

Nótese que el mariscal Sucre omite mencionar en el parte a los Granaderos a Caballo del Río de la Plata y los incluye como otro escuadrón del Húsares de Junín. El general Miller, comandante en jefe de toda la división de caballería, en su Memoirs of General Miller: in the service of the republic of Peru da la composición real de las fuerzas al mando de Sucre, separando el escuadrón de Granaderos de los Andes de los dos escuadrones del Húsares de Junín que componían su división, contradice lo que Sucre dice en el parte. Tampoco se menciona el número de combatientes de origen chileno venidos en la Expedición de Benavente al Perú que quedaron integrados en las unidades colombianas.

### Composición del ejército del Virrey La Serna
Los Españoles bajaron velozmente sus columnas, pasando á las quebradas de nuestra izquierda los batallones Cantabria, Centro, Castro, 1° Imperial y dos escuadrones de húsares con una batería de seis piezas, formando demasiadamente su ataque por esa parte. Sobre el centro formaban los batallones Burgos, Infante, Victoria, Guias y 2° del primer Regimiento, apoyando la izquierda de éste con los tres escuadrones de la Unión, el de San Carlos, los cuatro de los Granaderos de la Guardia y las cinco piezas de artillería ya situadas; y en la altura de nuestra izquierda los batallones 1 y 2 de Gerona, 2° Imperial, 1° del primer Regimiento, el de Fernandinos, y el escuadrón de Granaderos de Alabarderos del Virrey.

El número de soldados europeos venidos de España y que combatieron en Ayacucho ha sido acotado por los mismos testimonios posteriores a la contienda. En el año 1824 los europeos combatiendo en todo el virreinato ascendían a 1500 según el brigadier García Camba, mientras que según el comisario regio Diego Cónsul Jove Lacomme, oficial del sublevado Olañeta, el número total de europeos era de 1200, y de los que solo 39 hombres formaban en la división del Alto Perú.
Para el 9 de diciembre, día en que se libró la batalla de Ayacucho, y de acuerdo a publicaciones posteriores, los europeos en el ejército del virrey aproximadamente eran 500 hombres según García Camba, mientras que Bulnes cita 900 en el libro "Desde el virrey al último corneta", apoyándose en el diario del capitán Bernardo F. Escudero y Reguera, oficial del Estado Mayor de Valdés. Pero el testimonio del general Gerónimo Valdés le refuta y corrobora la cifra de 500 hombres "de soldado a jefe".
Del número referido de prisioneros realistas capturados tras la batalla de Ayacucho, 1.512 eran americanos, mientras que 751 eran españoles, con lo que se deduce que el número de combatientes peninsulares al mando del virrey La Serna puede estar en torno a esa cifra, ya que españoles era entonces un término impreciso, sinónimo de blanco, y se daba lo mismo al peninsular, al criollo y a cualquier europeo.
En los relatos patriotas se omite con frecuencia la mención de los combatientes de regiones americanas distantes, más allá del Perú, que lucharon en favor de la monarquía. Entre ellos destacan los chilotes y rioplatenses, quienes contaban con banderas propias de su lugar de origen. Por el contrario también es a destacar el significativo número de combatientes altoperuanos, integrados en los mismos regimientos considerados supuestamente expedicionarios.

## Batalla de Ayacucho

#### Orden de batalla
"En este rincón famoso, un ejército realista, compuesto en su totalidad de soldados naturales del Alto y del Bajo Perú, indios, mestizos y criollos blancos, y cuyos jefes y oficiales peninsulares no llegaban a la décima octava parte del efectivo, luchó con un ejército independiente, del que los colombianos constituían las tres cuartas partes, los peruanos menos de una cuarta, y los chilenos y porteños una escasa fracción. De ambos lados corrió sangre peruana. No hay por qué desfigurar la historia: Ayacucho, en nuestra conciencia nacional, es un combate civil entre dos bandos, asistido cada uno por auxiliares forasteros."
 José de la Riva-Agüero

Ayacucho en la conciencia nacional peruana es un combate civil entre dos bandos y en ambos bandos corrió sangre peruana. El ejército realista estaba compuesto casi en su totalidad por indígenas peruanos y el ejército patriota contaba con más extranjeros en sus filas. Sin embargo, el Ejército del Perú instituyó el día de la fecha de la batalla como su efeméride, en conmemoración a la consolidación de la independencia del Perú y de América del Sur. 

### El terreno

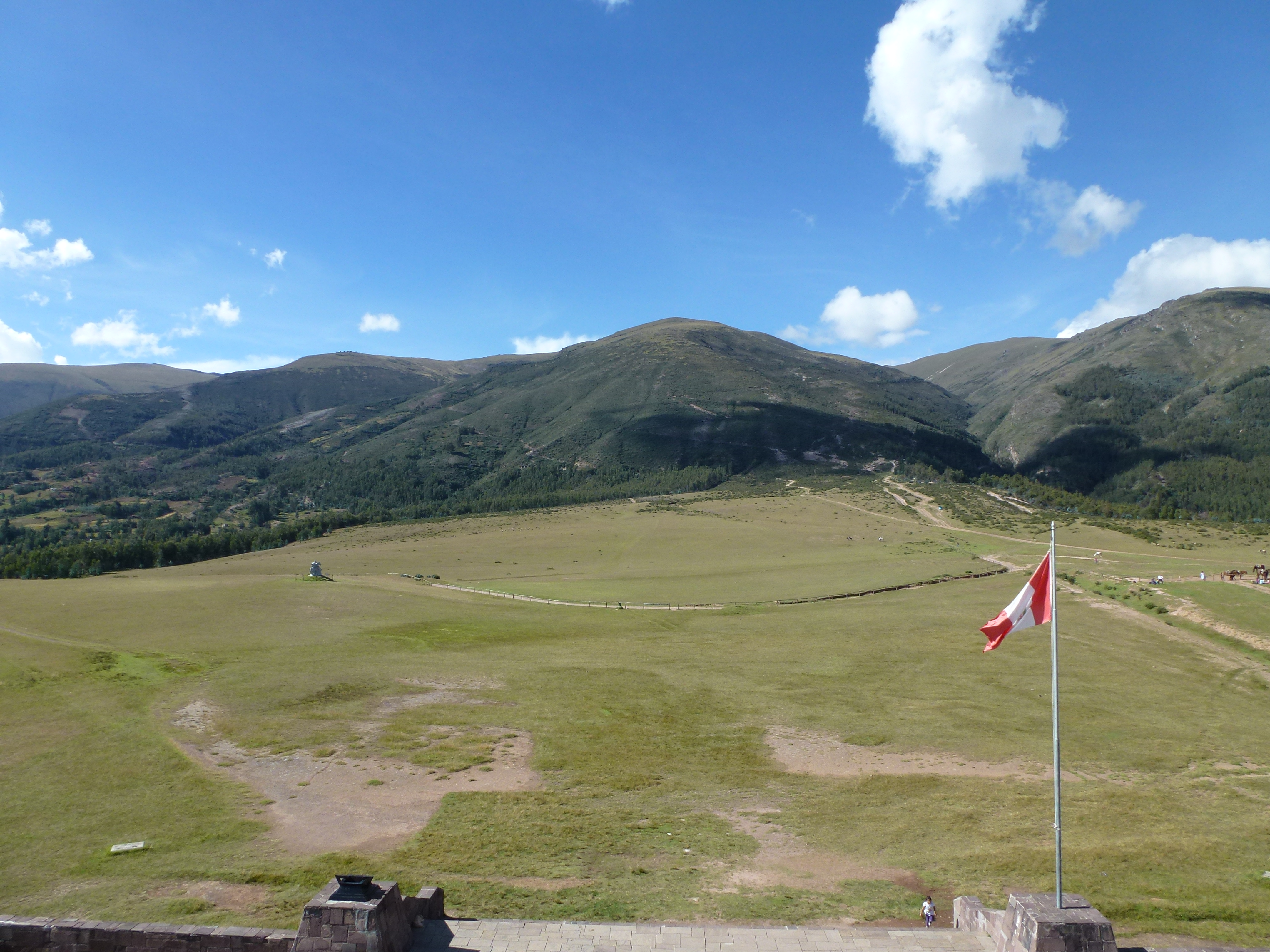
Imagen del cerro Condorcunca desde la pampa de Ayacucho (perspectiva del ejército patriota)

La distancia a pie entre el pueblo de Quinua y la ciudad de Huamanga (Ayacucho) es de 17 kilómetros, mientras que hasta la ciudad de Abancay es de 330 kilómetros, y hasta el Cuzco hay 505 kilómetros.
El Santuario histórico de la Pampa de Ayacucho se encuentra situado en la pampa de Ayacucho, conocida como “rincón de los muertos,” que tiene un ancho promedio de 600 metros y está separada del cerro Condorcunca, que significa “cuello de Cóndor,” por una quebrada que ocupa dos terceras partes de su extensión y continúa hacia el norte con una barranca. Al sur, el terreno se estrecha, formando una suave rampa que conecta la base del cerro con la pampa. La pampa se extiende 1.600 metros de este a oeste, en dirección al pueblo de Quinua, y está atravesada en su mitad por una lloclla o terraplén. Sus extremos están delimitados al norte por la barranca mencionada, que corresponde al lecho del río Pampas, y al sur por una profunda quebrada, ambas accesibles mediante caminos que cruzan pasos estrechos y conducen a la planicie de la pampa.

### Desarrollo del combate
A las 8 de la mañana, Monet se adelantó a las posiciones patriotas y le propuso a Córdova que, dado que en ambos ejércitos había jefes y oficiales ligados por amistad o parentesco, debían “darse un abrazo antes de rompernos la crisma”. Con la autorización de Sucre, los oficiales se saludaron caballerosamente. Aunque Monet y Córdova intentan evitar el derramamiento de sangre mediante un acuerdo de paz sobre la base de reconocer las independencias, finalmente no se logra un acuerdo y todos regresan a las filas para dar comienzo al combate.

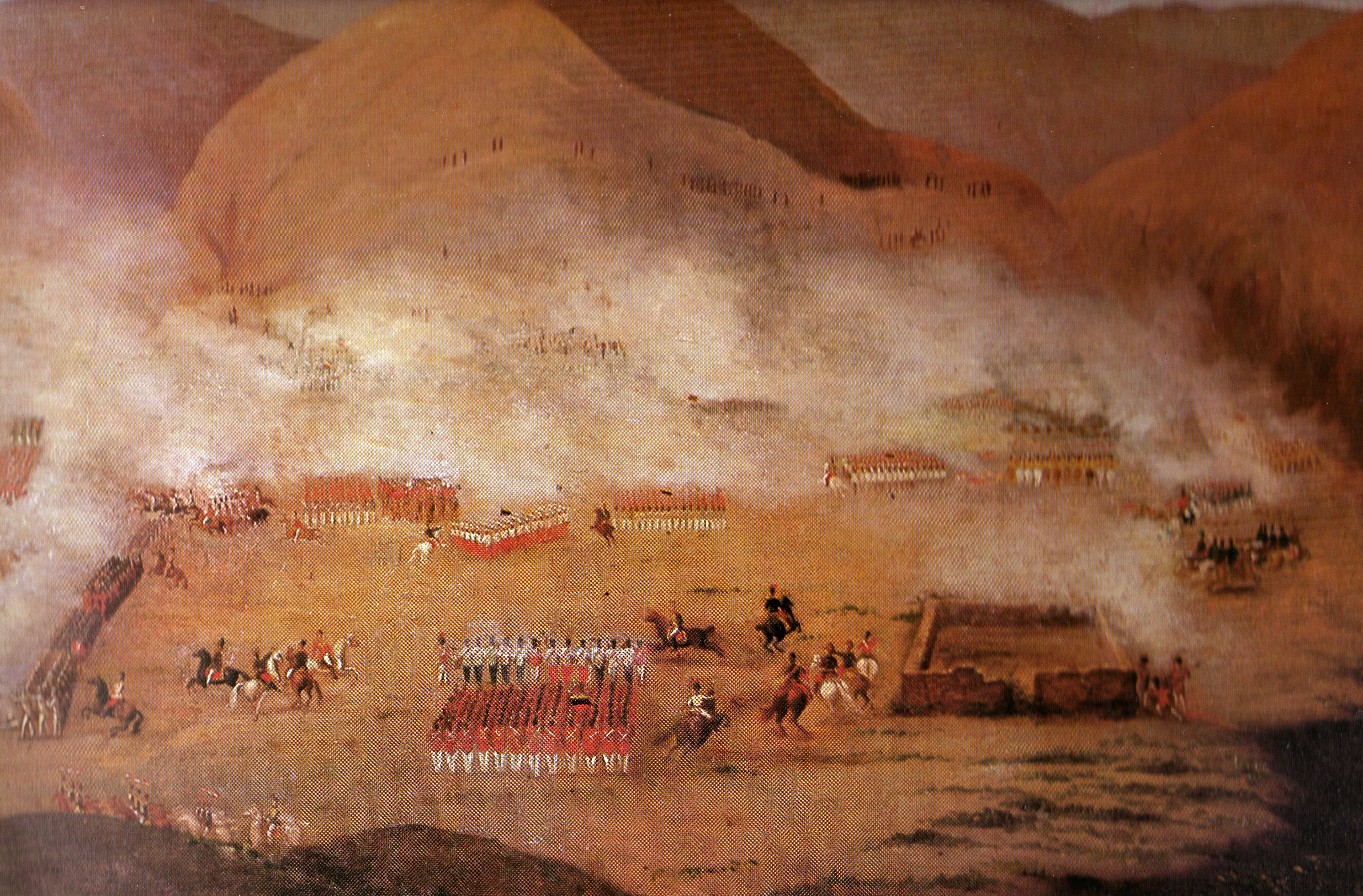
La Batalla de Ayacucho (1918), de Teófila Aguirre.

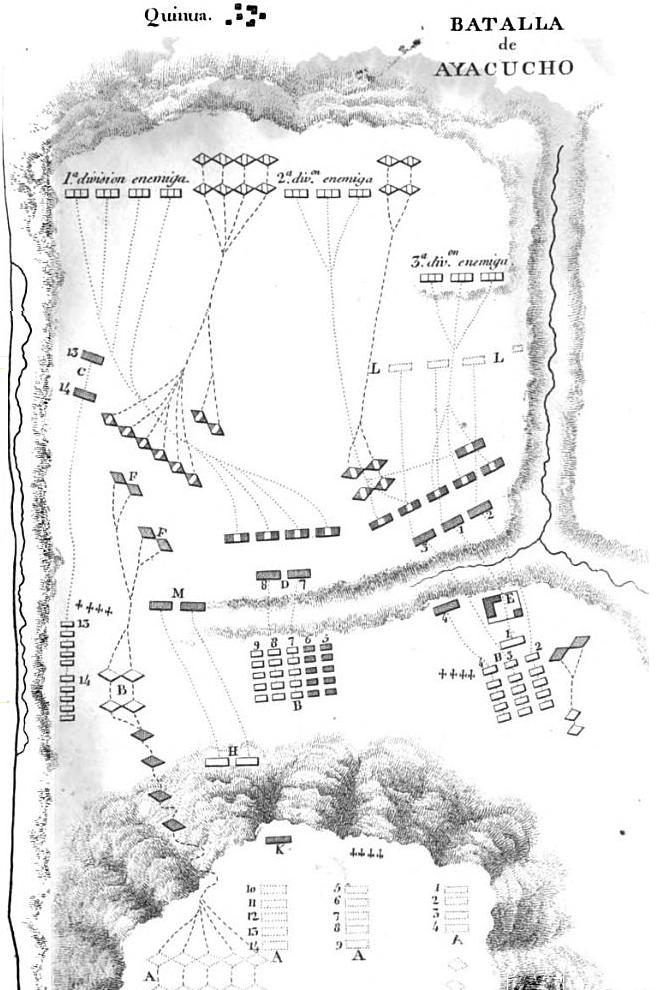
Croquis de la batalla de Ayacucho.
A. Posiciones realistas en la noche del 8 al 9
B. Maniobra preparatoria para el ataque realista
C. Marcha de los batallones al mando del coronel Rubín de Celis
D. Maniobra y ataque de la división Monet
E. Ataque de la vanguardia de Valdés sobre la casa ocupada por los independentistas
F. Carga de la caballería realista
M. Avance y dispersión de los batallones de Gerona, parte de la reserva realista
K. Batallón Fernando VII, última reserva realista

El plan del general Canterac consistía en que la división de Valdés cruzara el río Pampas y rodeara el flanco enemigo por la barranca del norte, para fijar a las tropas de José de La Mar. Simultáneamente, el grueso del ejército y la caballería realista descenderían de frente, por el sur, a través de la rampa del cerro Condorcunca, para llegar al llano de la pampa, formar y cargar contra un enemigo que se esperaba desorganizado. Villalobos dejaría al regimiento Fernando VII en la trinchera y a los batallones Gerona en reserva.
Sucre se dio cuenta inmediatamente de la arriesgada maniobra, que resultaba evidente en la medida que los realistas se encontraban en la falda del cerro, imposibilitados de camuflar sus movimientos durante el descenso. En el flanco, la segunda división de José de La Mar, apoyada por el batallón Vargas de la tercera división de Jacinto Lara, detuvo la acometida de los veteranos de la vanguardia de Valdés. Estos habían lanzado un ataque para tomar la solitaria casa ocupada por algunas compañías independentistas, que fueron arrolladas y obligadas a retroceder. Posteriormente, los patriota serían reforzados por los Húsares de Junín, bajo la dirección de Miller, a quienes luego se sumaría la Legión peruana, que estaba apoyando a la división de Córdova.
En el frente, el coronel español Joaquín Rubín de Celis, de la división Villalobos y al mando del regimiento del Cuzco, impulsado por los estruendos del combate en el barranco de Valdés, adelantó imprudentemente su ataque, resultando en que su unidad fuera aislada y destruida por la caballería colombiana y la división de Córdova. El segundo batallón del Imperial que lo seguía formó guerrilla y también quedó diezmado en la quebrada sur. La división de Córdova, junto con la Legión peruana y el regimiento peruano número uno, apoyados por la división de caballería patriota, avanzaron su línea para impedir el descenso de las fuerzas realistas por la rampa. 
En ese momento, el general se desmontó de su caballo y se puso en frente de su división y lanzó su icónica orden: “División, armas a discreción, de frente, paso de vencedores”. 

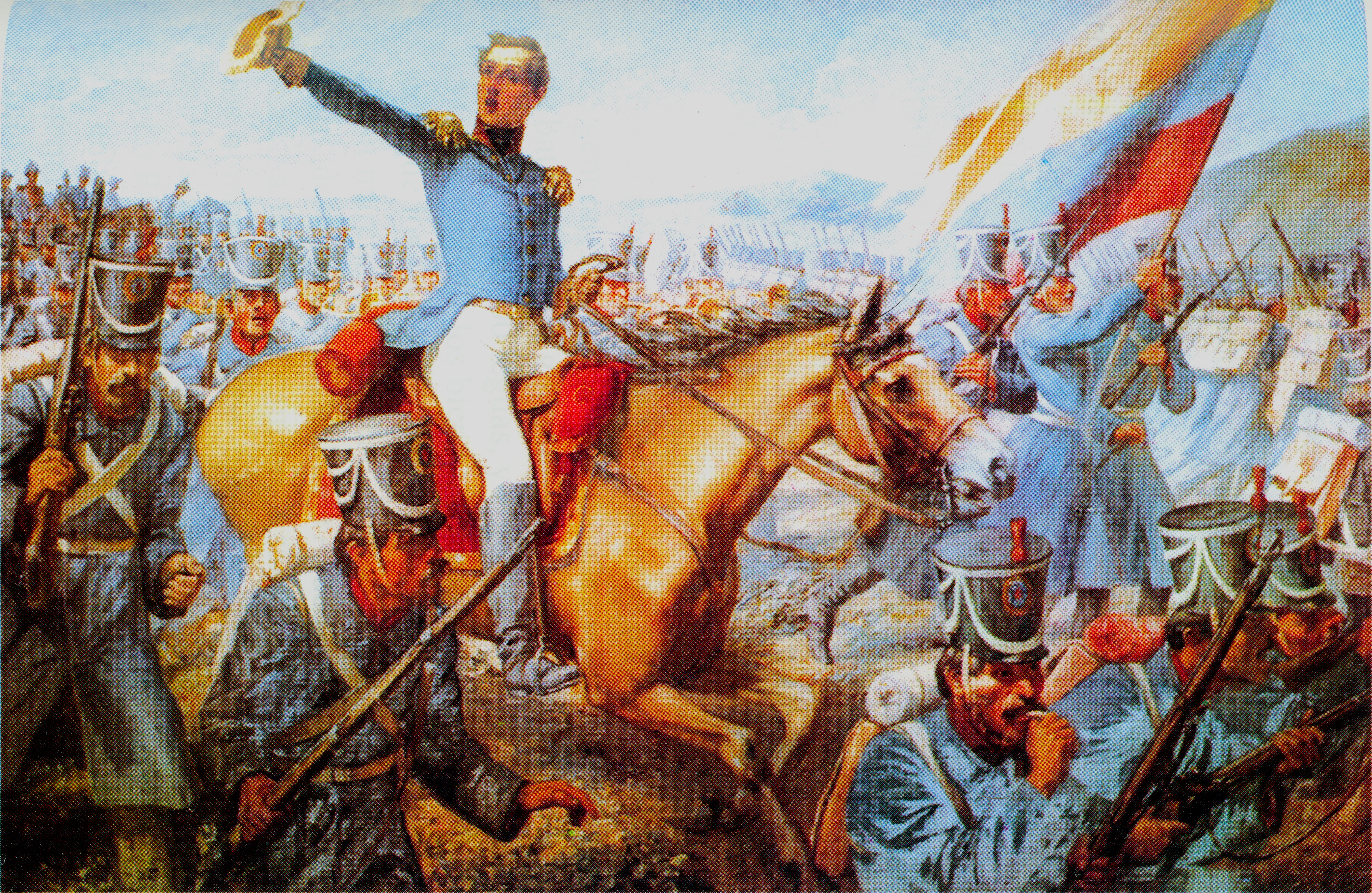
El General José María Córdova lidera su división en la batalla. Óleo Paso de Vencedores, de Francisco Antonio Cano.

Dada la orden, la división Córdova se lanzó al ataque entre frenéticos "vivas a la libertad" y "viva al Libertador", mientras que la banda de guerra del batallón Voltigeros tocaba el bambuco nacional La Guaneña.
La artillería realista, sin protección, despiezada y cargada en sus mulas, fue capturada sin apenas disparar.

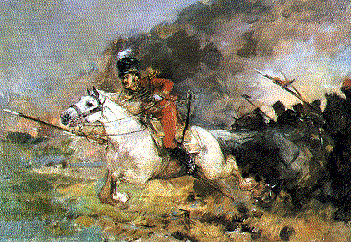
Carga de la caballería llanera venezolana en la batalla de Ayacucho.

La división de Monet y la caballería de Ferraz descendían a pie en hileras desde el cerro e intentaron, bajo un intenso fuego enemigo mientras aún estaban en la rampa, reagruparse en columnas para avanzar y formar la línea de batalla en la pampa. Monet lideró el avance pero la metralla diezmó sus tropas. Cada batallón que lograba formarse en columna, como el Infante, el Burgos y el Guías, era rápidamente aniquilado antes de alcanzar la pampa. Monet resultó herido, tres de sus jefes murieron, y los dispersos arrastraron consigo los restos de la milicia. Mientras tanto, la caballería de Ferraz, descendiendo a pie con sus caballos de la brida, se reagruparon bajo la lluvia de metralla e intentaron reorganizarse en el llano, pero fue implacablemente cargada por la caballería patriota y sometida al fuego intenso de la infantería de Córdova. Las bajas fueron masivas, obligando a los escasos sobrevivientes a volver grupas y retirarse desordenadamente.
El Virrey La Serna y sus oficiales intentaron restablecer la batalla y reorganizar a los dispersos en fuga, mientras el propio general Canterac lideraba la división de reserva, compuesta por ambos batallones de Gerona, para descender a la llanura. Sin embargo, los reclutas de los batallones Gerona ya no eran los veteranos que habían triunfado en las batallas de Torata y Moquegua, pues durante la rebelión de Olañeta habían perdido a la mayoría de sus combatientes experimentados e incluso a su antiguo comandante, Cayetano Ameller. Estas tropas fueron atropelladas por los restos de la caballería en retirada y se dispersaron antes de enfrentarse al enemigo. Les siguió, tras una débil resistencia, el disminuido batallón Fernando VII, que había permanecido en la trinchera. La bandera de Colombia flameaba en las faldas del Condorcunca.

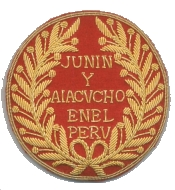
Escudo honorífico otorgado a los oficiales que participaron en la Campaña de Perú en 1823-24.

A la una de la tarde el virrey había sido herido y hecho prisionero junto a un gran número de sus oficiales, y aunque la división de Valdés seguía combatiendo en el flanco derecho, la batalla estaba ganada para los independentistas. Las bajas confesadas por Sucre fueron 370 muertos y 609 heridos, mientras que las de los realistas fueron estimadas en 1800 muertos y 700 heridos, lo que representa una elevada mortandad en combate.
Con los diezmados restos de su división, Valdés logró repasar la barranca y reagruparse en las alturas del cerro, donde se unió a 200 jinetes que se habían concentrado alrededor del general Canterac, junto con algunos dispersos de las derrotadas divisiones realistas. La desmoralización era tal que los soldados en fuga llegaron incluso a disparar contra los oficiales que intentaban reorganizarlos. Con el grueso del ejército realista destruido, el virrey capturado por los patriotas y su retaguardia ocupada por Pedro Antonio Olañeta, los jefes realistas no tuvieron más opción que capitular tras la batalla.

### Teorías sobre la batalla de Ayacucho

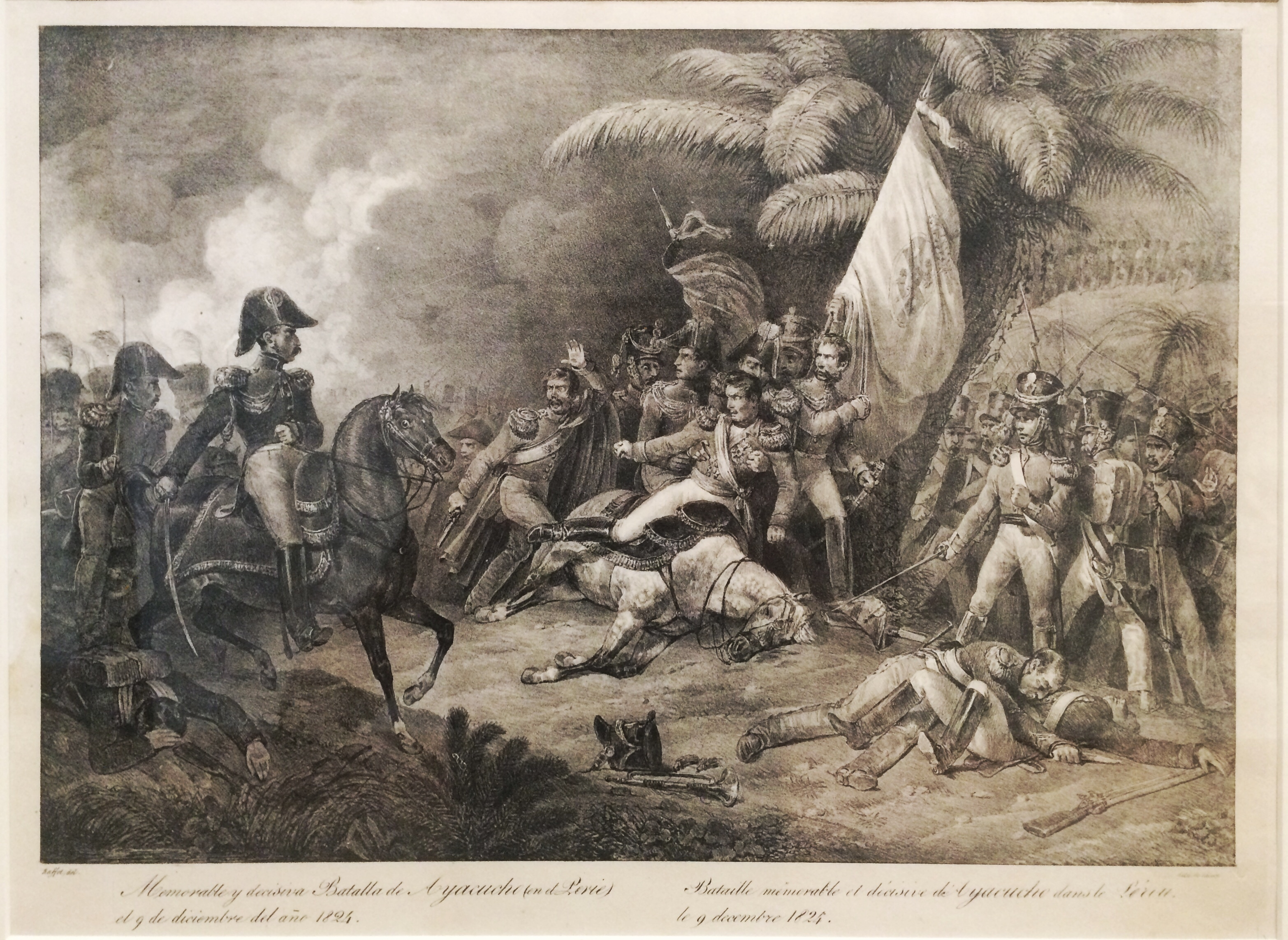
Memorable y decisiva batalla de Ayacucho en el Perú. Denis Auguste Marie Raffet, 1926

La capitulación ha sido llamada por el historiador español Juan Carlos Losada como "la traición de Ayacucho" y en su obra Batallas decisivas de la Historia de España (Ed. Aguilar, 2004), afirma que el resultado de la batalla "estaba pactado de antemano". El historiador señala a Juan Antonio Monet como el encargado del acuerdo: “Los protagonistas guardaron siempre un escrupuloso pacto de silencio y, por tanto, solo podemos especular, aunque con poco riesgo de equivocarnos” (pág. 254). Una capitulación sin batalla se habría juzgado indudablemente como traición. Los jefes españoles, de ideas liberales, y acusados de pertenecer a la masonería al igual que otros líderes militares independentistas, no siempre compartían las ideas del rey español Fernando VII, un monarca firme sostenedor del absolutismo.
Por el contrario el comandante español Andrés García Camba refiere en sus memorias como, los oficiales españoles apodados más tarde "ayacuchos", fueron injustamente acusados a su llegada a España: "señores, con aquello se perdió masónicamente" se les dijo acusatoriamente, -"Aquello se perdió, mi general, como se pierden las batallas", respondieron los veteranos de la batalla.
En contra de esta teoría masónica está el encarnizamiento de la batalla que se refleja en la elevada mortalidad en la oficialidad y la tropa, en su mayoría indígenas peruanos, lo mismo que la oficialidad española peninsular. Entre las bajas sufridas se contaron las de los coroneles Francisco Cucalón, aragonés, jefe del Infante Don Carlos, Joaquín Rubín de Célis, leonés, jefe del primer regimiento del Cuzco, Juan Lugo, del Burgos, los comandantes de batallón, Francisco Villabase, del primer regimiento, Francisco Palomares, del primer batallón del Imperial Alejandro, y Francisco Brisvela, ayudante del mariscal de campo Monet, muertos. Heridos de consideración o gravemente, el teniente coronel José Fernández, del Húsares de Fernando VII, y los comandantes Francisco López, del Dragones de la Unión, y del mismo estado mayor José Manriques y Luis Raseti, y el mismo virrey José La Serna e Hinojosa.

## La capitulación de Ayacucho y el reconocimiento
"Don José Canterac, teniente general de los reales ejércitos de S. M. C., encargado del mando superior del Perú por haber sido herido y prisionero en la batalla de este día el excelentísimo señor virrey don José de La Serna, habiendo oído a los señores generales y jefes que se reunieron después que, el ejército español, llenando en todos sentidos cuanto ha exigido la reputación de sus armas en la sangrienta jornada de Ayacucho y en toda la guerra del Perú, ha tenido que ceder el campo a las tropas independientes; y debiendo conciliar a un tiempo el honor a los restos de estas fuerzas, con la disminución de los males del país, he creído conveniente proponer y ajustar con el señor general de división de la República de Colombia, Antonio José de Sucre, comandante en jefe del ejército unido libertador del Perú".

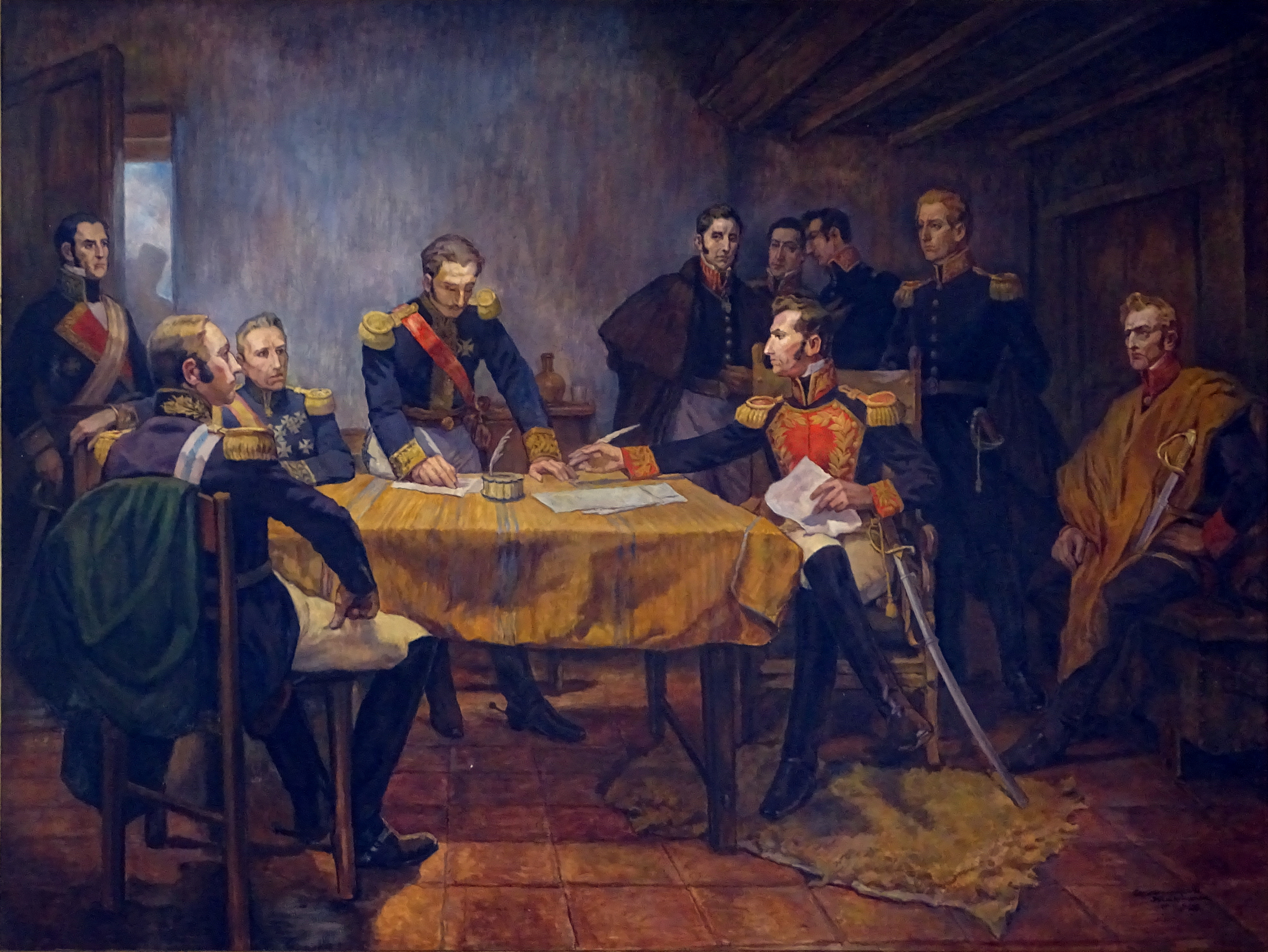
La capitulación de Ayacucho (óleo de Daniel Hernández).

Es el tratado firmado por el jefe de Estado Mayor realista, Canterac, y el general Sucre al concluir la batalla de Ayacucho, el mismo 9 de diciembre de 1824. Sus principales consecuencias fueron varias:
- El ejército realista bajo el mando del virrey La Serna renunciaba a seguir la lucha.
- La permanencia de los últimos soldados realistas en las fortalezas del Callao.
- La República del Perú debió saldar la deuda económica y política a los países que contribuyeron militarmente a su independencia.

Bolívar convocó desde Lima al Congreso de Panamá, el 7 de diciembre, para la unidad de los nuevos países independientes. El proyecto fue ratificado únicamente por la Gran Colombia. Cuatro años más tarde la Gran Colombia, a causa del deseo personal de muchos de sus generales y de la ausencia de una visión unitaria, terminaría dividiéndose en las naciones que forman actualmente.
La ciudad de Cuzco, sería tomada por las tropas de Agustín Gamarra el 24 de diciembre.
Se rendían los tenientes generales, virrey José de la Serna y José de Canterac, mariscales Gerónimo Valdés, José Carratalá, Juan Antonio Monet y Alejandro González Villalobos, brigadieres Ramón Gómez de Bedoya, Valentín Ferraz, Andrés García Camba, Martín de Somocurcio, Fernando Cacho, Miguel María Atero, Ignacio Landázuria, Antonio Vigil y Antonio Tur y Berrueta, 16 coroneles, 68 tenientes coroneles, 484 mayores u otros oficiales y 2000 soldados.
Más allá de las emancipaciones, el Perú envió sus primeros cónsules a España tempranamente, desde 1840. En 1865 la reina Isabel II recibió las credenciales del cónsul peruano Domingo Valle Riestra, quien obtuvo de facto el reconocimiento de la independencia del Perú.  No obstante el estallido de un conflicto naval 1865-66 que enfrentó España y varios países sudamericanos en la guerra hispano-sudamericana interrumpió los acuerdos hasta la firma del armisticio en 1871. Por último, en el año 1879, España y Perú finalmente firmaron el Tratado de Paz y Amistad en 1879, en el Tratado de París (14 de agosto de 1879).

## El Alto Perú tras la batalla de Ayacucho

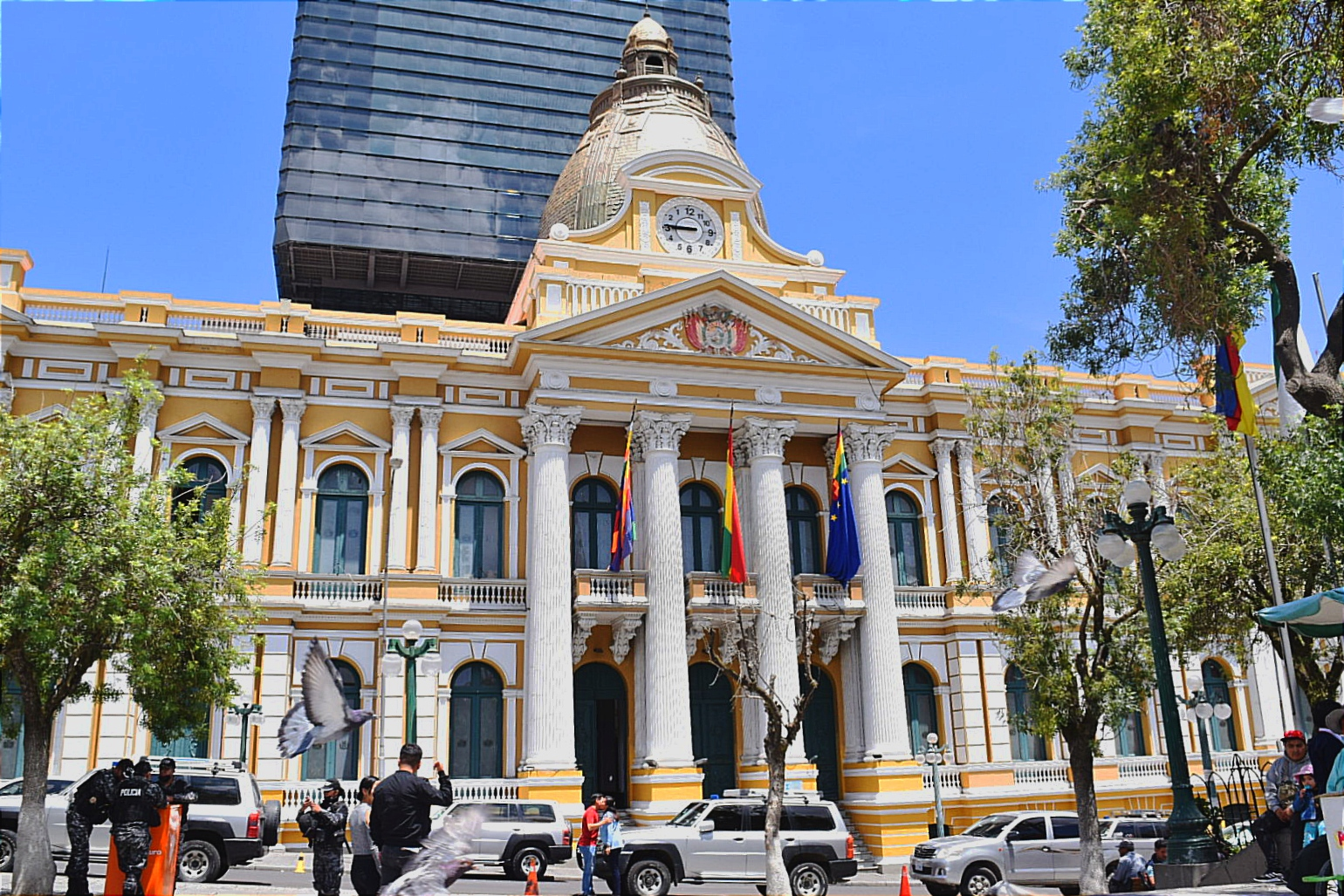
Vista del Palacio Legislativo de Bolivia.

Durante la Guerra Doméstica el convenio de Tarapaya de 9 de marzo de 1824 entre el general Olañeta y el general Valdés segregó el mando del Alto Perú desde el río Desaguadero hasta Potosí en favor de Olañeta. Después de la derrota de La Serna en Ayacucho el general Olañeta lideró un pequeño grupo de militares resistentes en el Alto Perú que se negaron a aceptar la Capitulación de Ayacucho, en tanto que está en su primer artículo se limitada hasta el río Desaguadero, y por tanto no estaban comprendidos en dicha capitulación. 
Luego del triunfo de Ayacucho, y siguiendo precisas instrucciones de Bolívar, el general Sucre entró en territorio del Alto Perú el 25 de febrero de 1825. Su campaña militar sirvió para dar visos de legalidad a un proceso de independencia que los mismos patriotas altoperuanos ya habían puesto en marcha con la guerra de guerrillas del Alto Perú. Sucre además mantuvo el orden civil en el país y restableció la administración del gobierno en La Paz. El general realista Pedro Antonio Olañeta permaneció en Potosí, en donde en enero recibió al batallón "Unión" procedente de Puno al mando del coronel José María Valdez, y luego convocó a un Consejo de Guerra que acordó continuar la resistencia en nombre de Fernando VII. Olañeta distribuyó sus tropas entre la fortaleza de Cotagaita con el batallón "Chichas" al mando del coronel Medinacelli, mientras Valdez con el "Unión" fue enviado a Chuquisaca y el propio Olañeta marchó a Vitichi, con 60 000 pesos de oro de la Casa de la Moneda de Potosí.
No obstante, Cochabamba se sublevó, con el Primer Batallón "Fernando VII" el coronel José Martínez; seguido en Vallegrande, por el Segundo Batallón "Fernando VII", deponiendo al brigadier realista Francisco Aguilera el 12 de febrero. El coronel independentista José Manuel Mercado ocupó entonces Santa Cruz de la Sierra abandonada por Aguilera el 14 de febrero, mientras Chayanta quedó en manos del teniente coronel Pedro Arraya, con los escuadrones "Santa Victoria" y "Dragones Americanos" y en Chuquisaca el batallón "Dragones de la Frontera" del coronel Francisco López se pronunció por los independentistas el 22 de febrero, con lo cual la mayoría de las tropas realistas del Alto Perú renunciaban a continuar la lucha frente al poderoso ejército de Sucre. El coronel Medinaceli con trescientos soldados se sublevó también en contra de Olañeta y el 1 de abril de 1825 se enfrentaron en el combate de Tumusla que culminó con la derrota de Olañeta y su muerte al día siguiente. Pocos días después, el 7 de abril, el general José María Valdez se rindió en Chequelte (Santiago de Cotagaita) ante el general patriota Urdininea, poniendo fin a la guerra en el Alto Perú. El 27 de mayo de 1825, Olañeta fue nombrado virrey del Río de la Plata —nombramiento expedido el 17 de julio— por el rey Fernando VII, quien desconocía que Olañeta ya había fallecido.

### El nacimiento de Bolivia
Simón Bolívar, con la aprobación del congreso peruano el 23 de febrero de 1825 y del congreso argentino el 9 de mayo de 1825, ratificó la decisión de Antonio José de Sucre de convocar un congreso soberano del Alto Perú que manifestó en su declaración de independencia su deseo de no unirse al Perú o a las Provincias Unidas de Río de la Plata.
Mediante un decreto la Asamblea determinó que el nuevo estado nacido en el Alto Perú llevaría el nombre de «República Bolívar», en homenaje al Libertador, designado «Padre de la República». Se le concede también el supremo poder ejecutivo en forma vitalicia, con los honores de Protector y Presidente. Bolívar agradeció estos honores, pero declinó la aceptación del cargo y designó al mariscal de Ayacucho Antonio José de Sucre.

### Declaración de la independencia de Bolivia

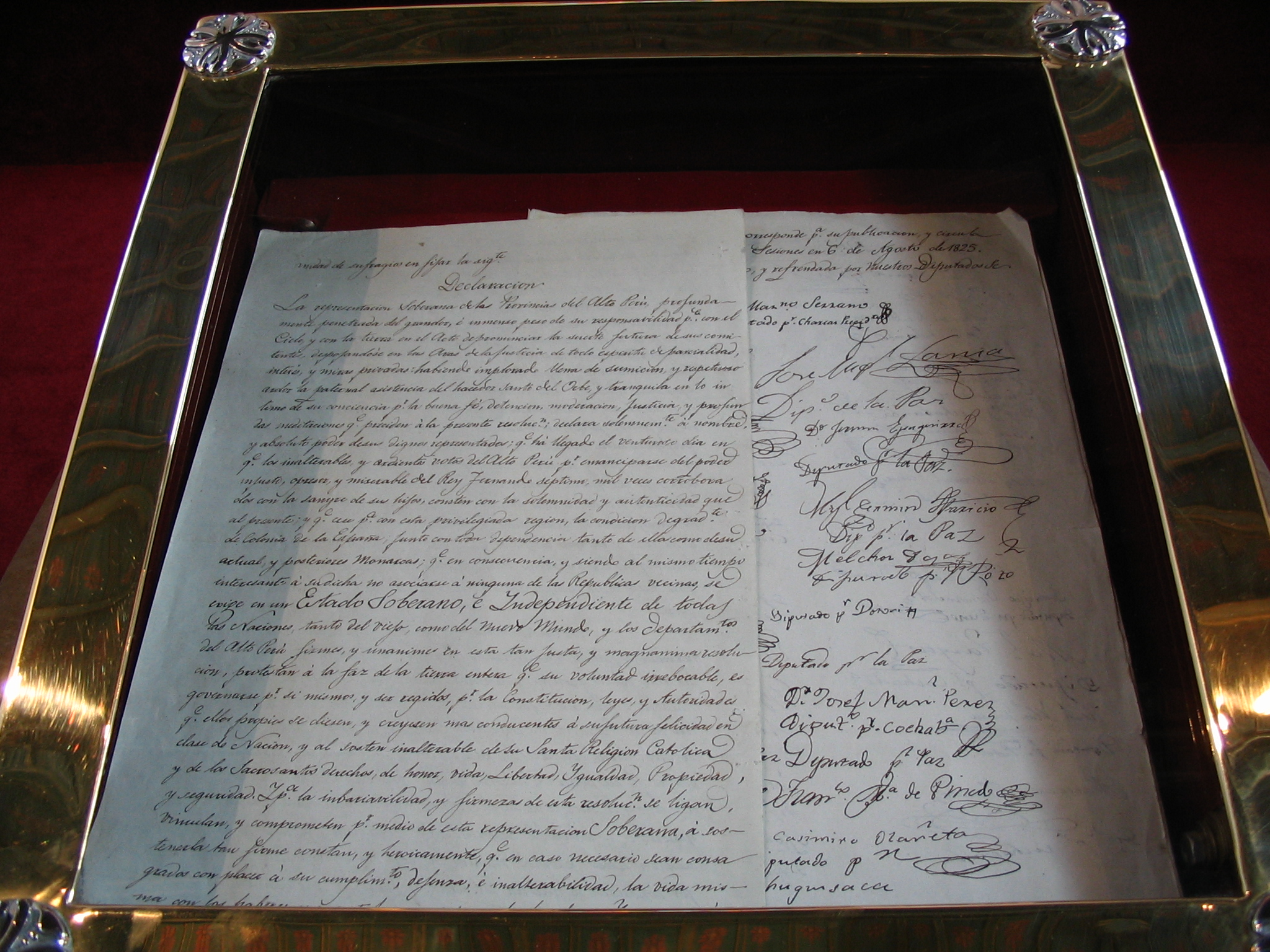
Acta de la Independencia de Bolivia en la Casa de la Libertad, Sucre.

Convocada nuevamente la Asamblea Deliberante en Chuquisaca por el mariscal Sucre, el 9 de julio de 1825, y concluida se determinó la completa independencia del Alto Perú, bajo la forma republicana. Finalmente, el presidente de la Asamblea José Mariano Serrano, junto a una comisión, redactó el "Acta de la Independencia" que lleva fecha del 6 de agosto de 1825, en honor a la batalla de Junín ganada por Bolívar. La independencia fue declarada por 7 representantes de Charcas, 14 de Potosí, 12 por La Paz, 13 por Cochabamba y 2 por Santa Cruz. El acta de independencia, redactada por el presidente del Congreso, Serrano, en su parte expositiva dice:

El mundo sabe que el Alto Perú ha sido en el continente de América, el ara donde vertió la primera sangre de los libres y la tierra donde existe la tumba del último de los tiranos. Los departamentos del Alto Perú, añade en su parte resolutiva, protestan a la faz de la tierra entera, que su resolución irrevocable es gobernarse por sí mismos.

## Reconocimiento a los combatientes

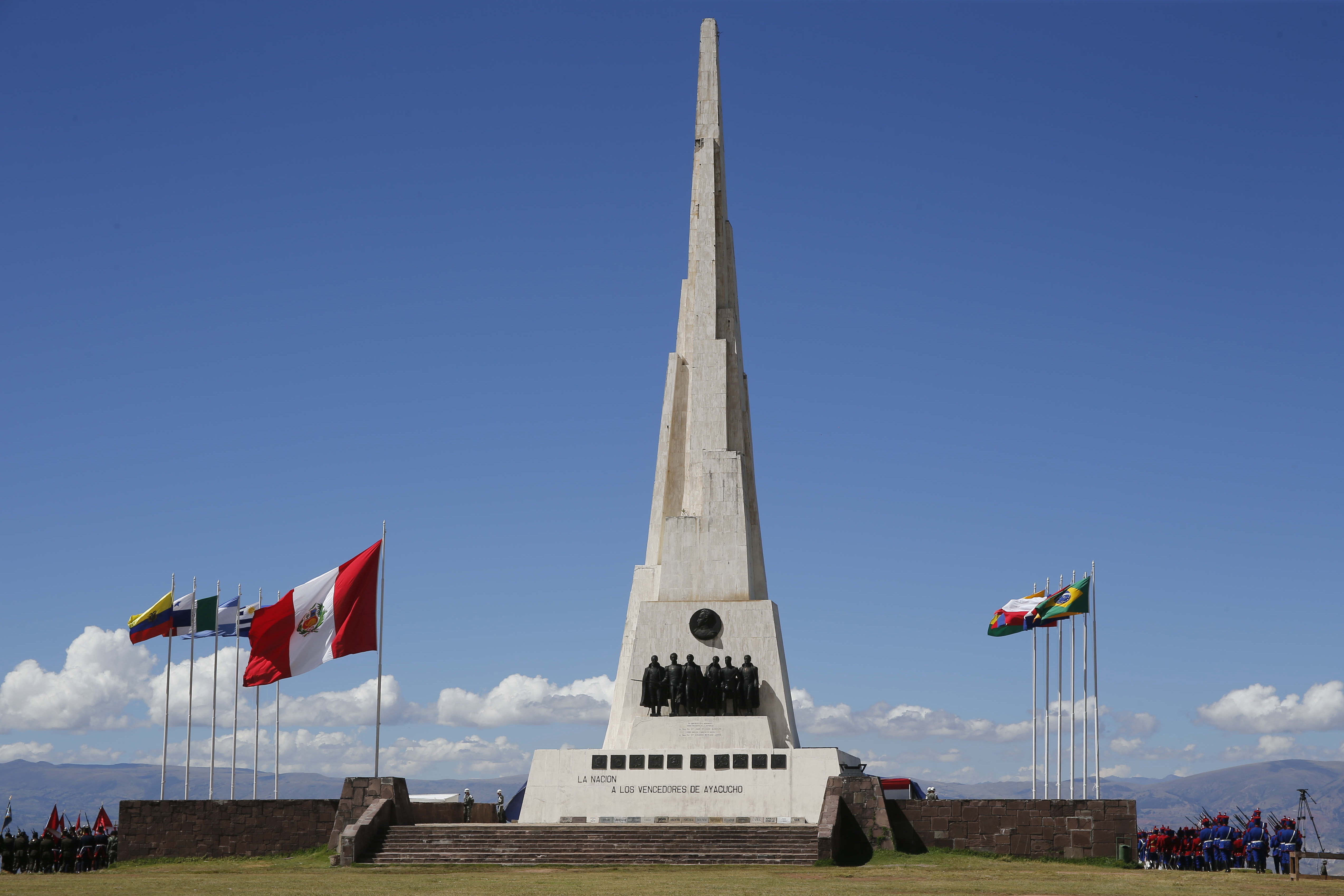
Obelisco dedicado «A los vencedores de Ayacucho» en Pampa de Quinua, Ayacucho, Perú.

En honor y reconocimiento a los combatientes independentistas de la batalla, se construyó en 1974, en el lugar de los hechos, un obelisco en conmemoración a la batalla, obra del artista español Aurelio Bernandino Arias.
De estructura de concreto y revestido en mármol travertino blanco, este monumento se encuentra ubicado en el Santuario histórico de la Pampa de Ayacucho, en el distrito de Quinua, Provincia de Huamanga. A 37 km al noreste de la ciudad de Ayacucho, a 3300 m s. n. m.

### Reconocimientos a Sucre

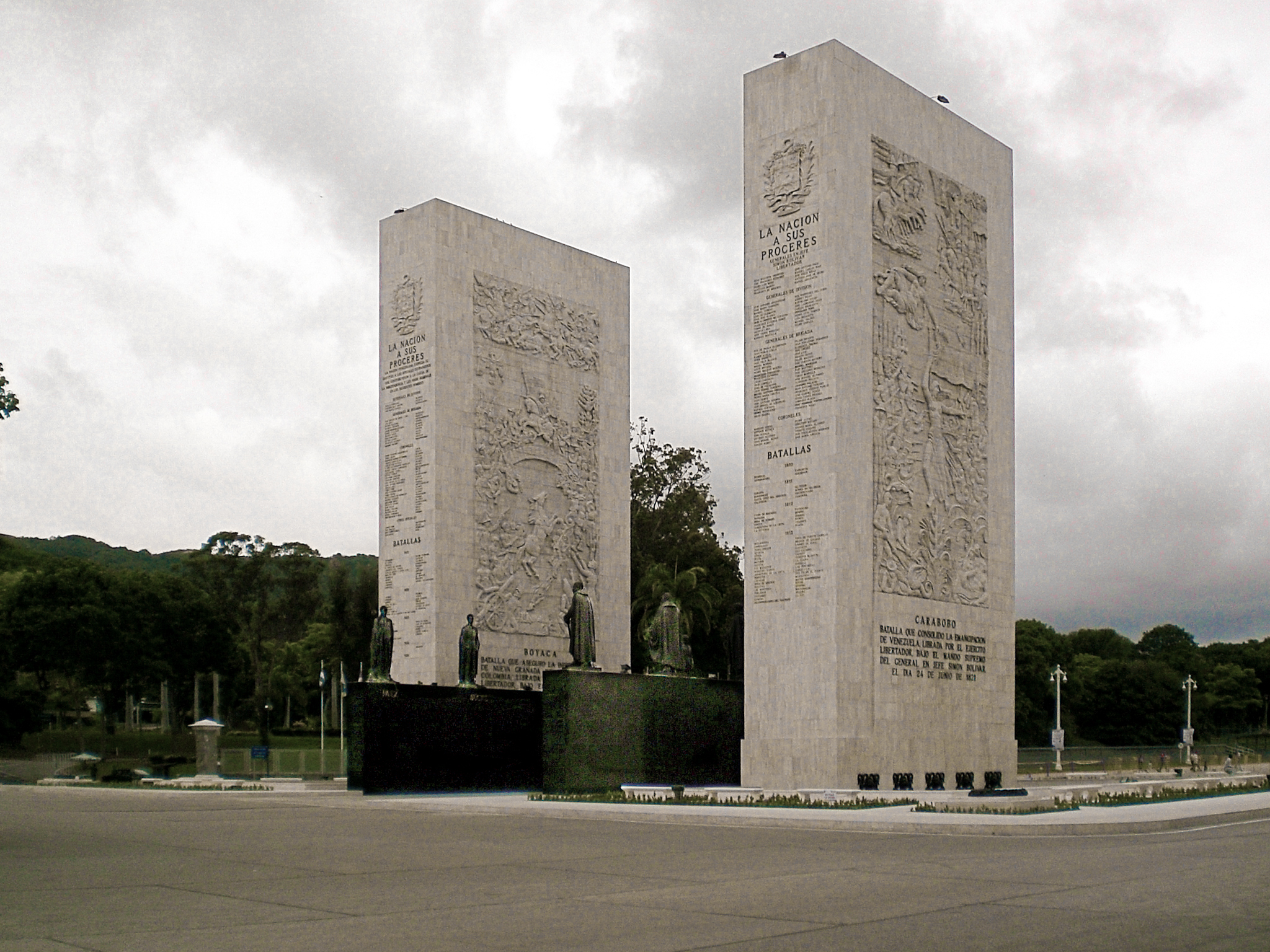
Monumento de la Nación a los Próceres venezolanos de la independencia de América. En el Paseo Los Próceres (Caracas, Venezuela).

Bolívar, quien redactó y publicó en 1825 su resumen sucinto de la vida del general Sucre, único trabajo en su género realizado por él, no escatimó elogios ante la hazaña culminante de su fiel lugarteniente:

"La batalla de Ayacucho es la cumbre de la gloria americana, y la obra del general Sucre. La disposición de ella ha sido perfecta, y su ejecución divina. Las generaciones venideras esperan la victoria de Ayacucho para bendecirla y contemplarla sentada en el trono de la libertad, dictando a los americanos el ejercicio de sus derechos, y el imperio sagrado de la naturaleza".

"Usted está llamado a los más altos destinos, y yo preveo que Usted es el rival de mi Gloria". (Bolívar, carta a Sucre, Nazca, 26 de abril de 1825).

"El Congreso de Colombia hizo entonces a Sucre General en Jefe, y el Congreso del Perú le dio el grado de Gran Mariscal de Ayacucho".

## La batalla de Ayacucho en la cultura popular
- El himno nacional de Colombia, escrito por Rafael Núñez, menciona esta batalla en la séptima estrofa.
- La batalla es narrada gráficamente en el número 4 de la revista de historietas mexicana Epopeya, del 1 de septiembre de 1958, con el título de Ayacucho, la batalla que liberó a América.[73]